# Política Nacional de Pueblos Indígenas y Originarios
La denominada Política Nacional de Pueblos Indígenas y Originarios (PNPI) es un conjunto de legislaciones que se creó con el conflicto del Bagüazo, resaltando la vulneración de los derechos de los pueblos indígenas y originarios. Este hecho ocurre en el año 2009 donde se conformó el Grupo Nacional de Coordinación para el Desarrollo de los Pueblos Amazónicos; así mismo, mediante el Decreto Supremo N° 117-2009-PCM. La Mesa de Trabajo N°4, constituida en dicho marco, concluyó con la “Propuesta Nacional de Desarrollo Amazónico” que tuvo como participación a los representantes de las poblaciones indígenas y originarias, también estuvieron los representantes del Estado Peruano. En este mismo marco se estableció la creación de un Viceministerio de Interculturalidad con la finalidad y el compromiso de optimizar la agenda legislativa en los derechos colectivos de los pueblos indígenas.
Esta política tiene como objetivo enfrentar las principales problemáticas que son afectan el ejercicio de los derechos colectivos de los pueblos indígenas donde el Ministerio de Cultura identifica los ejes explicativos y causas directas, formulando siete objetivos prioritarios.
En las encuestas realizadas muchas personas se identifican con pueblos originarios, el Ministerio de Cultura realizó talleres para la contribución a la Política Nacionales de Pueblos Indígenas.

Con el propósito de resolver el limitado ejercicio de los derechos colectivos de los casi 6 millones de peruanas y peruanos que se autoidentifican como parte de un pueblo indígena u originario, el Ministerio de Cultura lideró 4 talleres macrorregionales donde 320 representantes —de las bases pertenecientes a las ocho organizaciones indígenas nacionales— dialogaron y brindar sus aportes en base a la propuesta de la Política Nacional de Pueblos Indígenas (PNPI).

De esta manera se realiza esta política nacional de pueblos indígenas u originarios.

## Definiciones
La política nacional se define de la siguiente manera:

La política busca enfrentar las principales problemáticas “que afectan el ejercicio de los derechos colectivos de los pueblos indígenas”, asunto que define como el problema público a abordar. Para ello, el Ministerio de Cultura llevó a cabo un ejercicio de análisis e identificó una serie de ejes explicativos y sus causas directas, que serían –según este documento de política– los que interfieren con este goce. A partir de ello formula siete objetivos prioritarios.

Esta política tiene como objetivo lo siguiente:

Como Objetivo Prioritario #1 de la Política, que se concibe como multisectorial, figura la seguridad jurídica de las tierras y territorios de los pueblos indígenas u originarios, asunto en cuya prioridad sin duda coincide la mayor parte de colectivos indígenas. El diagnóstico en que se basa esta priorización destaca el alto número de comunidades nativas y campesinas que no cuentan con títulos de propiedad. Curiosamente, entre las causas directas de este principal problema público se establece la “débil gestión sostenible de las tierras y territorios indígenas”

Entonces esta política nacional busca la manera de articular con el estado y con los pueblos indígenas u originarios frente a los conflictos que se acontecen por diversas razones como el desconocimiento de los derechos de estas poblaciones, el racismo, discriminación, persecución, expropiación de sus tierras por parte del estado y más razones por las que hoy en día siguen en pie de lucha. Pero, una de las principales razones para la creación de esta Legislación es el gran desconocimiento de parte del estado hacia estas poblaciones que hoy en día están en situación de vulnerabilidad. Por ende, este desconocimiento del estado como actores principales del estado de derecho a los pueblos indígenas u originarios y el rechazo para considerarlos sujetos políticos ignorando sus aspectos básicos para su institucionalidad. Negando de esta manera, el respeto a su autonomía, a la libre determinación y lo más resaltante a que no puedan resolver sus propios conflictos.

## Estructura del contenido
Esta política nacional de pueblos indígenas u originarios contiene :
- Base normativa nacionales e internacionales
- Enunciado y modelo del problema público
- Causas y efectos del problema público
- Aspiraciones de las poblaciones al 2030
- Ejes prioritarios de la PNPI
- Matriz de consistencia de la PNP

## Ejes explicativos de la PNPI
Los Ejes explicativos de esta política se dividen en 7 y tienen la finalidad de ordenar y argumentar la selección de los derechos colectivos:
Eje explicativo 1: Seguridad jurídica de las tierras y territorios
- La tierra y territorios de los pueblos indígenas u originarios son parte de su identidad cultural y el ejercicio de sus sistemas tradicionales de vida, es por esa razón que estos pueblos se encargan de la preservación y cuidado de la flora y fauna que están en los territorios donde coexisten. Por ende, son territorios donde se mantienen los pueblos indígenas y que deben ser respetados.[7][8]

Eje explicativo 2: Libre determinación, desarrollo social, económico y seguridad alimentaria
- Lo que conocemos como la libre determinación de los pueblos en este caso indígenas es reconocida por la Declaración de Naciones Unidas sobre los Derechos de los Pueblos Indígenas, así como también por el Tribunal Constitucional (TC) del Perú. El primero lo reconoce como el derecho a la libre determinación o derecho a la autonomía en sus pueblos.[8][9]

Eje explicativo 3: Cosmovisión y conocimientos tradicionales
- Los conocimientos tradicionales están relacionados con el concepto de cosmovisión indígena, es decir, a como es su estilo de vida. Este concepto se basa en como es su forma de concebir el mundo a partir de la coexistencia de una armonía universal ante un orden natural, en el cual el hombre forma parte de la naturaleza como un todo, es decir, relación que tiene el hombre con la naturaleza desde su propia perspectiva.[10]

Eje explicativo 4: Participación y consulta previa
- Este eje abordará qué tanta participación tienen en los derechos de participación y consulta previa de los pueblos indígenas u originarios, constituyéndose así como derechos transversales que permiten el ejercicio de otros derechos colectivos que están reconocidos en el Convenio 169 de la OIT.[11]

Eje explicativo 5: Protección de los derechos de los Pueblos indígenas en situación de aislamiento y contacto inicial (PIACI)
- Los territorios como los bosques Amazónicos del Perú y los andes de la serranía peruana constituyen el territorio de diversos pueblos indígenas u originarios de los cuales muchos se encuentran en situación de aislamiento y en situación de contacto inicial.[12]

Eje explicativo 6: Mujer indígena y comunidad
- Por historia, quienes fueron más vulneradas en sus derechos son las mujeres respecto a ser el ejercicio de esos mismos; así también se van agravando los niveles de pobreza y exclusión dentro de sus familias, porque muchas de ellas quedan en situación de abandono. Pero es importante resaltar que en el caso de las mujeres indígenas esta situación se agrava debido a múltiples “formas de discriminación basadas en su identidad cultural, sexo y género, y otros factores”. Estas múltiples discriminaciones empeoran la situación de mayor vulnerabilidad y exclusión de las afectadas.[13]

Eje explicativo 7: Protección y participación frente el cambio climático
- El cambio climático es un tema controversial debido a que muchas empresas concentradas cerca a los pueblos indígenas son los principales contaminadores en potencia. Por ello, desde las poblaciones indígenas se rescata el valor del cuidado a la naturaleza con principios de reciprocidad, complementariedad, correspondencia, ciclicidad, dualidad y relacionalidad.[13]